# Yan-gant-y-tan

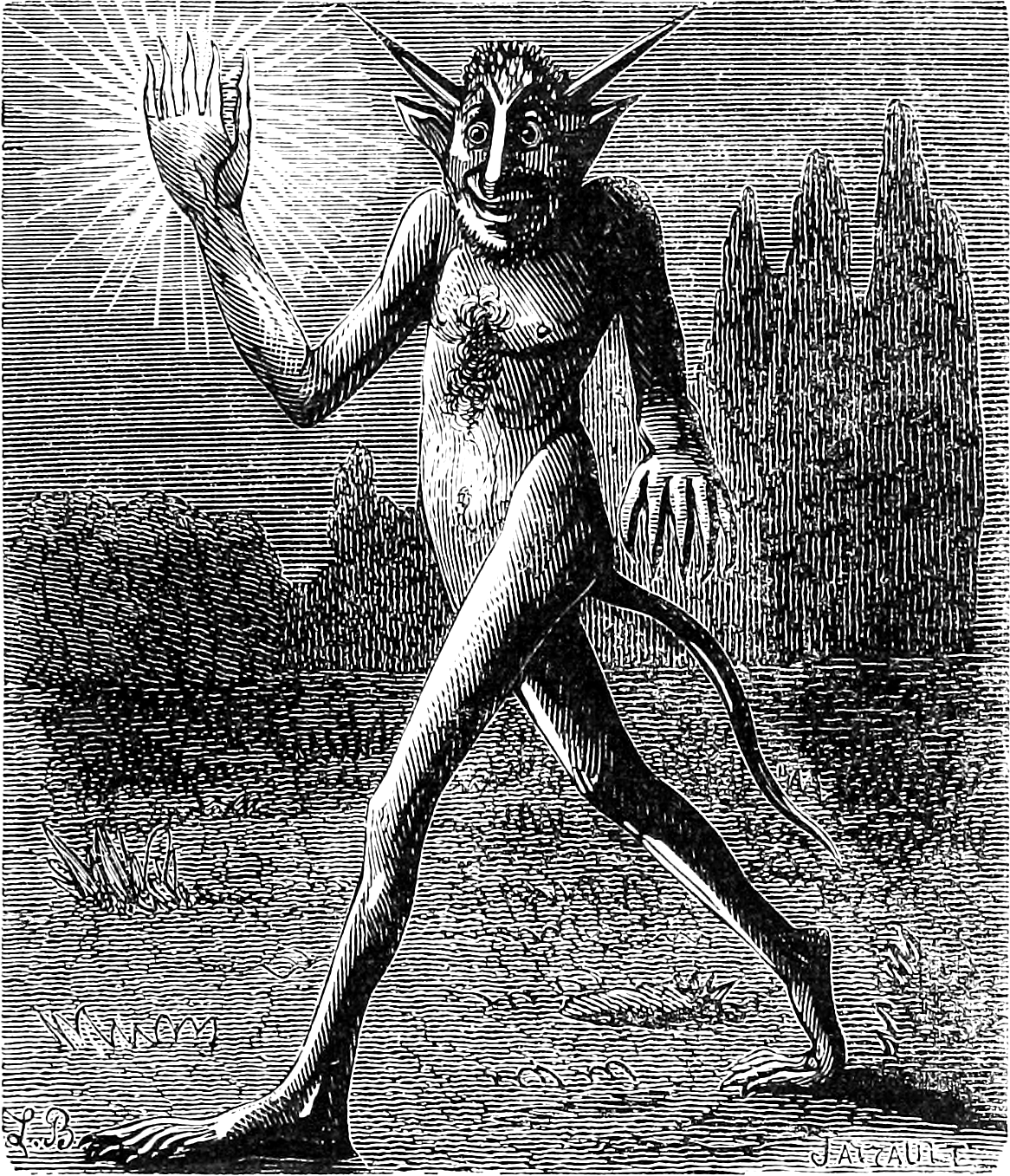
Ilustração de Yan-gant-y-tan.

Yan-gant-y-tan é um demônio da Bretanha.

## Etimologia
De acordo com o  Dictionnaire Infernal de Colin de Plancy, o significado de seu nome é «Wanderer in the night» («Vagabundo na noite»), mas a tradução do bretão parece derivar de «John with the fire» («João com o fogo», referindo-se a fogos-fátuos).

## Lenda
Encontrar-se com Yan-gant-y-tan é considerado um mau presságio. Ele vagueia em Finistère durante a noite. Ele possui cinco velas sobre os seus cinco dedos da mão direita (similar à Hand of Glory) e gira-os como uma roda de fogo, tornando-o incapaz de virar-se rapidamente, com medo de apagar a luz. Uma maneira de afastar o mau agouro de Yan-gant-y-tan é deixar um pequeno saco de ouro ou corrente de ouro em torno de um posto de viajantes; Yan-gant-y-tan irá roubá-lo e não voltará à casa por mais um dia. Ele é frequentemente descrito como um velho troll ou homem selvagem peludo, mas a única maneira de distingui-lo de outras criaturas são as cinco velas na sua grande mão. Apesar do mau presságio associado à sua presença, diz-se também que ele pode aparecer e dar cinco velas para uma pessoa que não tem nenhuma, iluminando assim o caminho para um viajante pelo resto da noite.